# Nikko Kobe IceBucks
Le HC Nikkō Ice Bucks (ホッケークラブ日光アイスバックス, Hokkē Kurabu Nikkō Aisu Bakkusu) est un club de hockey sur glace japonais basé à Nikkō et participant à l'Asia League Ice Hockey.

## Histoire

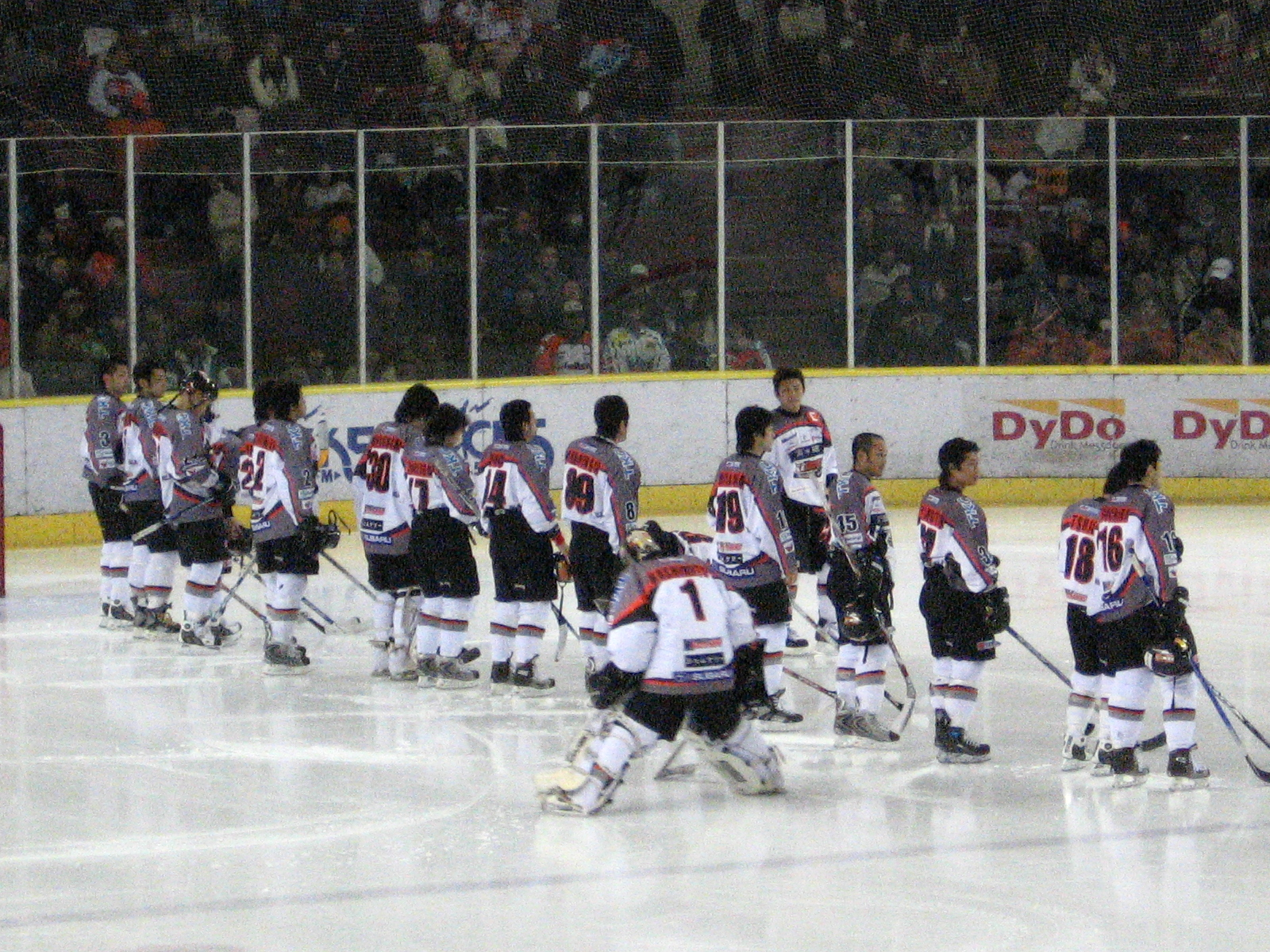
L'équipe en janvier 2008

La région de Nikkō a une longue histoire de hockey sur glace, grâce à l'équipe semi-professionnelle Furukawa Electric (une des plus anciennes du Japon) créée en 1925 et membre fondateur de la ligue japonaise de hockey sur glace en 1966. En 1999, toutefois, l'équipe a été contrainte de se dissoudre en raison de difficultés financières.
Grâce à l'appui de la ville et aux sources de financement locales, l'équipe fut recréée comme un club, soutenu localement. Il a pris le nom de HC Nikkō IceBucks et a rejoint la ligue à temps pour participer à la saison suivante. L'équipe, malgré le fervent soutien local, n'a jamais remporté la JIHL même lorsqu'ils avaient l'appui de Furukawa Electric, et depuis leur début instable comme HC Nikkō IceBucks, durent relancer leur modèle d'affaires en 2001. L'équipe fut toujours classée en bas de la ligue.
Quand la LJHG s'élargit en Asia League Ice Hockey, Nikkō intégra la nouvelle ligue. Au cours de l'été 2005, l'équipe joua un certain nombre de ses matchs à domicile à Kōbe, Hyogo, et changea son nom pour Nikkō Kobe IceBucks pour refléter sa double domiciliation. À la saison 2007-2008, Kobe n'était plus une ville hôte et le nom était redevenu à HC Nikkō Ice Bucks.

## Résultats

### JIHL (1999-2004)
| Année     | MJ | V  | V(p) | V(tab) | N | D(tab) | D(ap) | D  | BP  | BC  | PTS  | Classement | Séries éliminatoires |
| --------- | -- | -- | ---- | ------ | - | ------ | ----- | -- | --- | --- | ---- | ---------- | -------------------- |
| 1999-2000 | 30 | 3  |      |        | 5 |        |       | 22 | 45  | 106 | 11   | 6e/6       | non qualifié         |
| 2000-2001 | 40 | 10 |      |        | 1 |        |       | 29 | 91  | 164 | 21   | 6e/6       | non qualifié         |
| 2001-2002 | 40 | 6  | 2    | 2      |   | 2      | 2     | 26 | 103 | 163 | 23.0 | 6e/6       | non qualifié         |
| 2002-2003 | 32 | 7  | 0    | 4      |   | 1      | 2     | 18 | 68  | 114 | 23.0 | 5e/5       | non qualifié         |
| 2002-2003 | 24 | 1  | 0    | 1      |   | 0      | 1     | 21 | 33  | 112 | 4.5  | 4e/4       | ?                    |
| 2003-2004 | 12 | 0  | 0    | 0      |   | 0      | 0     | 12 | 19  | 56  | 0.0  | 4e/4       | ?                    |

### ALIH (2003-2005)
| Année     | MJ | V  | V(ap) | N | D(ap) | D  | BP  | BC  | PTS | Classement | Séries éliminatoires |
| --------- | -- | -- | ----- | - | ----- | -- | --- | --- | --- | ---------- | -------------------- |
| 2003-2004 | 16 | 2  | 0     | 2 | 0     | 12 | 38  | 67  | 6   | 5e/5       | non qualifié         |
| 2004-2005 | 42 | 13 | 1     | 2 | 2     | 24 | 110 | 125 | 45  | 6e/8       | non qualifié         |